# 周玉 (弘治進士)
周玉（1451年—？），字朝振，號東湖，浙江台州府臨海縣人，民籍，明朝政治人物。

## 生平
成化二十二年（1486年）丙午科浙江鄉試第四十三名。弘治六年（1493年）會試第五名，登進士第二甲第八十一名。授庶吉士，弘治八年（1495年），改翰林院編修。弘治十四年，任國子監司業。正德二年（1507年），擔任國子監祭酒。正德四年致仕。居家三十年，屡荐不起。曾修《临海县志》。逾九旬而终。

## 家族
曾祖周惠；祖父周顯，贈長史；父周昌，長史。母謝氏（封宜人）。永感下。兄周瓒。弟周文珂（教授）、周球。